# Los Bravos
Los Bravos è un gruppo musicale originario della Spagna, fondato nel 1965 a Madrid ed in auge nel periodo d'oro della musica beat, coinciso con la metà degli anni sessanta.
Eseguiva un repertorio di canzoni in lingua inglese ed è ricordato anche per la sua partecipazione al festival di Sanremo 1967 dove, in coppia con Milva, presentò il brano, cantato in lingua italiana, Uno come noi.
Uno dei loro maggiori successi è stato il brano (con testo in lingua inglese) Black Is Black- del quale furono vendute oltre un milione di copie - che nel luglio 1966 raggiunse il secondo posto nelle classifiche di vendita del Regno Unito. e il quarto nella classifica statunitense di Billboard Hot 100.

## Black is Black
Il brano era stato scritto per i Los Bravos da Tony Hayes e Steve Wadey della casa discografica londinese Decca Records a Hoo St Werburgh, presso Rochester, nel Kent (Inghilterra) dove i due autori avevano un proprio studio di registrazione nel quale realizzavano demo musicali e registrazioni di prova.
La canzone è stata poi eseguita in numerose cover da diversi gruppi. In particolare si ricorda quella del gruppo vocale francese delle Belle Epoque che, incisa nel 1977 in versione disco music, si posizionò in Gran Bretagna al secondo posto nelle classifiche discografiche. Un'altra bella versione sebbene poco conosciuta fu quella del gruppo greco dei We five con la voce di un giovanissimo Demis Roussos.
Un altro loro successo che seguì a breve distanza quello di Black is Black fu I Don't Care, che raggiunse nell'ottobre dello stesso anno la sedicesima posizione nelle classifiche di vendita britanniche, una posizione mai raggiunta prima da un gruppo spagnolo.
Il successo ottenuto dalla band ispanica fu il pretesto per la realizzazione, fra il 1967 e il 1968, di due film musicali in lingua spagnola sulla loro avventura artistica: Los Chicos con las Chicas (diretto da Javier Aguirre) e ¡Dame un poco de amooor...! (diretto da José María Forqué e Francisco Macián).
La canzone Going Nowhere, tratta dalla colonna sonora di Los Chicos con las Chicas fu poi distribuita come parte integrante della collezione della Rhino Records Nuggets II: Original Artyfacts From The British Empire & Beyond.
Mike Kogel, voce guida del gruppo (conosciuto anche con il nome di Mike Kennedy), è nato in Germania e il suo stile è assimilabile a quello di un cantante statunitense a quel tempo molto in voga, Gene Pitney. Il fatto che cantasse in inglese - poiché il gruppo era ingaggiato da una casa discografica britannica - favorì senza dubbio il successo su scala continentale del gruppo che, almeno per taluni versi, può essere assimilato nella colonia della cosiddetta british invasion dell'epoca beat.
Uno dei componenti e fondatori del gruppo, il tastierista Manolo Fernández, nativo di Siviglia, morì suicida il 20 maggio 1968, all'età di venticinque anni, ed il motivo del gesto fu ricondotto alla prematura morte della moglie Lottie Rey, incinta di pochi mesi, deceduta in seguito alle ferite riportate in un incidente d'auto accaduto mentre Fernández si trovava al volante.
La morte di Fernández e il quasi contestuale abbandono di Mike Kogel/Kennedy, che decise di iniziare una carriera da solista, e che fu sostituito da Bob Wright e, successivamente, da Anthony Anderson, fratello del cantante degli Yes, Jon Anderson, determinarono una crisi nell'attività del gruppo che, dal 1975, è tornato tuttavia a riunirsi in diverse occasioni, sia pure in formazioni diverse. In tutte queste circostanze è sempre stato presente, come voce guida, il cantante Mike Kogel/Kennedy.

## Componenti del gruppo
La formazione originaria dei Los Bravos era costituita da:
- Mike Kogel (nato il 25 aprile 1945 a Berlino) - cantante
- Antonio "Tony" Martinez (nato il 3 ottobre 1945 a Madrid - 19 giugno 1990 a Colmenar Viejo) - chitarra.  È morto in un incidente motociclistico[5]
- Manolo (o Manuel) Fernández (29 settembre 1942 - 20 maggio 1968) - organo elettrico. Morto suicida
- Miguel Vicens Danus (nato il 21 giugno 1944 a Palma di Maiorca) - chitarra basso
- Pablo Gomez (nato il 5 novembre 1943 a Barcellona) - batteria

Altri musicisti che si sono alternati nel gruppo sono stati:
- Antonio Martínez
- Pablo Sanllehí
- Bob Wright
- Pete Solley
- Anthony (Andy) Anderson (fratello maggiore di Jon Anderson degli Yes)

## Discografia

### Singoli
- Black Is Black (1966) - UK Singles Chart numero 2 - U.S. numero 4
- I Don't Care (1966) - UK numero 16

"Uno Come Noi" (1967) - ITA Tiffany Records
- Bring a Little Lovin' (1968) - U.S. numero 51

### Album
(incluse le compilation)
- Black Is Black (1966)
- Los Bravos (1966) - Sindrome - Billboard Hot 200 numero 93
- Los chicos con las chicas (1967)
- Bring a Little Lovin'  (Dame un poco de amor1968) - Parrot Records
- Ilustrísimos Bravos (1969)
- Black is Black (1974) - Decca Records
- Los Bravos Forever (1986)
- All the Best (1993) - Decca Records
- Todas Sus Grabaciones: 1966 - 1974 (2004) - Blanco y Negro[6]